# Hagenwerder (stacja kolejowa)
Hagenwerder – stacja kolejowa w Hagenwerder, w kraju związkowym Saksonia, w Niemczech. Znajdują się tu 2 perony.

## Historia
Stacja istnieje od rozpoczęcia przewozów na trasie Görlitz - Zawidów w dniu 1 lipca 1875 roku. W tym czasie stacja nazywała się podobnie jak pobliska miejscowość Nikrisch. W październiku tego samego roku została otwarta linia do Zittau. W 1909 ukończono budowę drugiego toru pomiędzy Görlitz a Nikrisch, a także zbudowano trzeci peron na stacji aby dostosować infrastrukturę do natężenia ruchu pociągów. Największą świetność stacja osiągnęła pomiędzy I a II wojną światową. Stacja miała sześć torów przelotowych, trzy ślepe tory, siedemnaście rozjazdów i dwie bocznice, które obsługiwały fabrykę drutu oraz kopalnię węgla brunatnego. W 1904 powstały dwie nastawnie Nikrisch Nordbude Nnb i Nikrisch Südbude Nsb, zastąpiły one zwrotnice obsługiwane przez człowieka.
W czasie rządów nazistów tak jak w innych niemieckich miastach zmieniono słowiańską nazwę na Hagenwerder. Starą nazwę można odczytać do dziś tuż nad drzwiami wejściowymi od strony ulicy.
W ostatnich dniach wojny most na Nysie w kierunku Zawidowa został zniszczony. Pierwszy pociąg do Zittau wyruszył 9 września 1945 roku. Ruch pociągów do Zawidowa nie został wznowiony. Pozostał tylko ślepy tor w kierunku Nysy. Ponadto został rozebrany drugi tor do Görlitz, trzeci peron oraz parowozownia. W latach 60 obie nastawnie otrzymały nowe nazwy. W latach 80 stację ponownie rozbudowano do siedmiu torów. Było to spowodowane brakami w zaopatrzeniu w węgiel ze stacji, która znajdowała się na południowy zachód od kopalni węgla brunatnego Berzdorf. W 1989 roku rozpoczęto elektryfikację linii do elektrowni Hagenwerder. W 1993 rozpoczął się demontaż ukończonej dwa lata wcześniej elektryfikacji. W 1997 elektrownia węglowa została zamknięta a dworzec przestał pełnić swoją funkcję. We wrześniu 2002 tory 3,4,5 i 6 zostały rozebrane.

## Obecnie
Obecnie istnieją dwa tory oraz dwa perony. Budynek dworca nie pełni swojej funkcji. Na parterze znajduje się restauracja a na piętrze muzeum górnictwa i energetyki. Istnieje tylko jedna nastawnia.
Podczas wysokiego stanu wody 7-8 sierpnia 2010 na Nysie linia kolejowa z Görlitz do Zittau była zalana w kilku miejscach, w Deutsch Ossig i Hagenwerder została zmyta część nasypu. Ze względu na duże zniszczenia w infrastrukturze pociągi na tej trasie nie kursowały przez dłuższy czas. Od 1 kwietnia 2011 pociągi kursują bez żadnych ograniczeń.

## Połączenia
- Cottbus
- Görlitz
- Weißwasser(Ol)
- Zittau